# Škoda Transtech
Škoda Transtech Oy – fińskie przedsiębiorstwo przemysłu maszynowego działające od 1985 r., zajmujące się produkcją wagonów pasażerskich (piętrowych, sypialnych i restauracyjnych), elektrycznych zespołów trakcyjnych oraz tramwajów.
W maju 2018 r. zakończył się trwający od 2015 proces wykupu 100% akcji przez Škoda Transportation.